# Puya maculata
Puya maculata är en gräsväxtart som beskrevs av Lyman Bradford Smith. Puya maculata ingår i släktet Puya och familjen Bromeliaceae. IUCN kategoriserar arten globalt som livskraftig.
Artens utbredningsområde är Ecuador. Inga underarter finns listade i Catalogue of Life.